# Donjeux, Haute-Marne
Donjeux är en kommun i departementet Haute-Marne i regionen Grand Est (tidigare regionen Champagne-Ardenne) i nordöstra Frankrike. Kommunen ligger i kantonen Doulaincourt-Saucourt som tillhör arrondissementet Saint-Dizier. År 2022 hade Donjeux 381 invånare.

## Befolkningsutveckling
Antalet invånare i kommunen Donjeux
| Referens: INSEE |